# Amerikaanse auto in 2011
Dit artikel geeft een overzicht van alle Amerikaanse en Australische personenwagens die in 2011 op de markt kwamen. De auto's staan alfabetisch gerangschikt per merk.

## Noord-Amerika
| Buick |                  | concern:                                                                              | General Motors Verenigde Staten |
| Buick | divisie:         |                                                                                       |                                 |
| Buick | merk:            | Buick Verenigde Staten                                                                |                                 |
| Buick | model:           | Verano sedan (1e generatie; kwam in 2010 reeds op de Chinese markt als de Excelle GT) |                                 |
| Buick | einde productie: | oktober 2016                                                                          |                                 |
| Buick | productieaantal: | ruim 200.000 (verkocht in Noord-Amerika)                                              |                                 |

| Chevrolet |                  | concern:                                                        | General Motors Verenigde Staten |
| Chevrolet | divisie:         |                                                                 |                                 |
| Chevrolet | merk:            | Chevrolet Verenigde Staten                                      |                                 |
| Chevrolet | model:           | Camaro cabriolet (5e generatie; afgeleid van de coupé uit 2009) |                                 |
| Chevrolet | einde productie: | 2015                                                            |                                 |
| Chevrolet | productieaantal: | ?                                                               |                                 |

| Chevrolet |                  | concern:                                                                                       | General Motors Verenigde Staten |
| Chevrolet | divisie:         |                                                                                                |                                 |
| Chevrolet | merk:            | Chevrolet Verenigde Staten                                                                     |                                 |
| Chevrolet | model:           | Malibu sedan (8e generatie; verscheen in 2011 in Zuid-Korea en vanaf 2012 wereldwijd verkocht) |                                 |
| Chevrolet | einde productie: | 2016                                                                                           |                                 |
| Chevrolet | productieaantal: | ruim 800.000 (verkocht in Noord-Amerika); bijna 3800 (verkocht in Europa)                      |                                 |

| Chrysler |                  | concern:                                                     | onafhankelijk |
| Chrysler | divisie:         |                                                              |               |
| Chrysler | merk:            | Chrysler Verenigde Staten                                    |               |
| Chrysler | model:           | 200 cabriolet (1e generatie; afgeleid van de sedan uit 2010) |               |
| Chrysler | einde productie: | 2014                                                         |               |
| Chrysler | productieaantal: | ?                                                            |               |

| Chrysler |                  | concern:                                                | onafhankelijk |
| Chrysler | divisie:         |                                                         |               |
| Chrysler | merk:            | Chrysler Verenigde Staten                               |               |
| Chrysler | model:           | 300 sedan (2e generatie) 300C SRT8 (krachtiger variant) |               |
| Chrysler | einde productie: | december 2023                                           |               |
| Chrysler | productieaantal: | ruim 550.000 (verkocht in Noord-Amerika)                |               |

| Dodge |                  | concern:                                                                     | Chrysler LLC Verenigde Staten |
| Dodge | divisie:         |                                                                              |                               |
| Dodge | merk:            | Dodge Verenigde Staten                                                       |                               |
| Dodge | model:           | Charger SRT8 sedan (krachtiger variant van de 7e generatie Charger uit 2010) |                               |
| Dodge | einde productie: | 22 december 2023                                                             |                               |
| Dodge | productieaantal: | ?                                                                            |                               |

| Dodge |                  | concern:                                          | Chrysler LLC Verenigde Staten |
| Dodge | divisie:         |                                                   |                               |
| Dodge | merk:            | Dodge Verenigde Staten                            |                               |
| Dodge | model:           | Durango suv (3e generatie)                        |                               |
| Dodge | einde productie: | ?                                                 |                               |
| Dodge | productieaantal: | ruim 900.000 (verkocht in Noord-Amerika t/m 2024) |                               |

| Fisker |                  | concern:                | onafhankelijk |
| Fisker | divisie:         |                         |               |
| Fisker | merk:            | Fisker Verenigde Staten |               |
| Fisker | model:           | Karma sedan             |               |
| Fisker | einde productie: | 2012                    |               |
| Fisker | productieaantal: | 2450 (schatting)        |               |

| Ford |                  | concern: | onafhankelijk |
| Ford | divisie:         | |               |
| Ford | merk:            | Ford Verenigde Staten |               |
| Ford | model:           | Focus Electric vijfdeurhatchback (gebaseerd op de Europese 3e generatie Focus; verscheen in 2013 ook op de Europese markt) |               |
| Ford | einde productie: | 2018 |               |
| Ford | productieaantal: | enkele duizenden |               |

| Jeep |                  | concern:                                                                                 | Chrysler LLC Verenigde Staten |
| Jeep | divisie:         |                                                                                          |                               |
| Jeep | merk:            | Jeep Verenigde Staten                                                                    |                               |
| Jeep | model:           | Grand Cherokee SRT8 suv (krachtiger variant van de 4e generatie Grand Cherokee uit 2010) |                               |
| Jeep | einde productie: | ca. 2021                                                                                 |                               |
| Jeep | productieaantal: | ?                                                                                        |                               |

| Saab |                  | concern: | Spyker Cars Nederland |
| Saab | divisie:         | |                       |
| Saab | merk:            | Saab Zweden |                       |
| Saab | model:           | 9-4X cross-over-suv (1 generatie; gebaseerd op de 2e generatie Cadillac SRX uit 2009; hoofdzakelijk voor de Noord-Amerikaanse markt bestemd) |                       |
| Saab | einde productie: | 2011 |                       |
| Saab | productieaantal: | 457 |                       |

| Scion |                  | concern:                                                       | Toyota Japan |
| Scion | divisie:         |                                                                |              |
| Scion | merk:            | Scion Verenigde Staten                                         |              |
| Scion | model:           | iQ driedeurhatchback (1 generatie; badge-engineered Toyota iQ) |              |
| Scion | einde productie: | 2015                                                           |              |
| Scion | productieaantal: | 17.841 (verkocht in Noord-Amerika)                             |              |

## Latijns-Amerika
| Chevrolet |                  | concern:                                                                  | General Motors Verenigde Staten |
| Chevrolet | divisie:         | General Motors do Brasil Brazilië                                         |                                 |
| Chevrolet | merk:            | Chevrolet Verenigde Staten                                                |                                 |
| Chevrolet | model:           | Cobalt sedan (2e generatie; later ook in Zuid-Europa en Rusland verkocht) |                                 |
| Chevrolet | einde productie: | 2020                                                                      |                                 |
| Chevrolet | productieaantal: | ?                                                                         |                                 |

| Chevrolet |                  | concern:                                                                       | General Motors Verenigde Staten |
| Chevrolet | divisie:         |                                                                                |                                 |
| Chevrolet | merk:            | Chevrolet Verenigde Staten                                                     |                                 |
| Chevrolet | model:           | D-Max pick-up (badge-engineered 2e generatie Isuzu D-Max voor Latijns-Amerika) |                                 |
| Chevrolet | einde productie: | 6 september 2024 (Ecuador)                                                     |                                 |
| Chevrolet | productieaantal: | ?                                                                              |                                 |

| Chevrolet |                  | concern: | General Motors Verenigde Staten |
| Chevrolet | divisie:         | General Motors do Brasil Brazilië                                                                                                  |                                 |
| Chevrolet | merk:            | Chevrolet Verenigde Staten |                                 |
| Chevrolet | model:           | Montana pick-up (2e generatie; afgeleid van de Agile hatchback uit 2009; verkocht als Tornado in Mexico en Utility in Zuid-Afrika) |                                 |
| Chevrolet | einde productie: | 2021 |                                 |
| Chevrolet | productieaantal: | bijna 50.000 (verkocht in Brazilië en Argentinië vanaf 2018)                                                                       |                                 |

| Dodge |                  | concern: | Chrysler LLC Verenigde Staten |
| Dodge | divisie:         | Chrysler de México Mexico |                               |
| Dodge | merk:            | Dodge Verenigde Staten |                               |
| Dodge | model:           | Attitude (2e generatie; badge-engineered 4e generatie Hyundai Accent voor de Mexicaanse markt; het model werd met Hyundai-emblemen verkocht) |                               |
| Dodge | einde productie: | ca. 2013 |                               |
| Dodge | productieaantal: | ? |                               |

| Dodge |                  | concern: | Chrysler LLC Verenigde Staten |
| Dodge | divisie:         | Chrysler de México Mexico |                               |
| Dodge | merk:            | Dodge Verenigde Staten |                               |
| Dodge | model:           | i10 / Hyundai i10 by dodge vijfdeurhatchback (badge-engineered 1e generatie Hyundai i10 voor de Mexicaanse markt; het model werd met Hyundai-emblemen verkocht) |                               |
| Dodge | einde productie: | ca. 2013 |                               |
| Dodge | productieaantal: | ? |                               |

| Mastretta |                  | concern:             | onafhankelijk |
| Mastretta | divisie:         |                      |               |
| Mastretta | merk:            | Mastretta Mexico     |               |
| Mastretta | model:           | MXT coupé-sportwagen |               |
| Mastretta | einde productie: | mei 2014             |               |
| Mastretta | productieaantal: | ?                    |               |

## Australië
| Ford |                  | concern:                                                                                        | Ford Motor Company Verenigde Staten |
| Ford | divisie:         | Ford Australia Australië                                                                        |                                     |
| Ford | merk:            | Ford Verenigde Staten                                                                           |                                     |
| Ford | model:           | Ranger pick-up (T6; in Australië ontworpen en wereldwijd verkocht; verscheen in 2012 in Europa) |                                     |
| Ford | einde productie: | 2022                                                                                            |                                     |
| Ford | productieaantal: | ?                                                                                               |                                     |

| Holden |                  | concern: | General Motors Verenigde Staten |
| Holden | divisie:         | |                                 |
| Holden | merk:            | Holden Australië |                                 |
| Holden | model:           | Barina vijfdeurhatchback (6e generatie; badge-engineered 2e generatie Chevrolet Aveo / Sonic, ontwikkeld door GM Korea; de sedanvariant verscheen in 2012) |                                 |
| Holden | einde productie: | 2018 |                                 |
| Holden | productieaantal: | ? |                                 |